# Доминация (шахматы)
Доминация (от лат. dominatio, господство) — контроль над группой полей; термин предложен А. Ринком.
Как тема в этюде доминация обычно связана с ловлей фигуры, когда определённая группа контролируемых полей оказывается недоступной для атакованной фигуры (фигур) соперника. Доминация встречается в ранних этюдах А. Троицкого.

## Пример
|   | a | b | c | d | e | f | g | h |   |
| - | --- | --- | --- | --- | --- | --- | --- | --- | - |
| 8 | e7 чёрный конь · b6 белый король · d6 белый конь · g6 белая пешка · h5 белый слон · a4 чёрный слон · f3 чёрный конь · c2 белый конь · e2 чёрный король | e7 чёрный конь · b6 белый король · d6 белый конь · g6 белая пешка · h5 белый слон · a4 чёрный слон · f3 чёрный конь · c2 белый конь · e2 чёрный король | e7 чёрный конь · b6 белый король · d6 белый конь · g6 белая пешка · h5 белый слон · a4 чёрный слон · f3 чёрный конь · c2 белый конь · e2 чёрный король | e7 чёрный конь · b6 белый король · d6 белый конь · g6 белая пешка · h5 белый слон · a4 чёрный слон · f3 чёрный конь · c2 белый конь · e2 чёрный король | e7 чёрный конь · b6 белый король · d6 белый конь · g6 белая пешка · h5 белый слон · a4 чёрный слон · f3 чёрный конь · c2 белый конь · e2 чёрный король | e7 чёрный конь · b6 белый король · d6 белый конь · g6 белая пешка · h5 белый слон · a4 чёрный слон · f3 чёрный конь · c2 белый конь · e2 чёрный король | e7 чёрный конь · b6 белый король · d6 белый конь · g6 белая пешка · h5 белый слон · a4 чёрный слон · f3 чёрный конь · c2 белый конь · e2 чёрный король | e7 чёрный конь · b6 белый король · d6 белый конь · g6 белая пешка · h5 белый слон · a4 чёрный слон · f3 чёрный конь · c2 белый конь · e2 чёрный король | 8 |
| 7 | e7 чёрный конь · b6 белый король · d6 белый конь · g6 белая пешка · h5 белый слон · a4 чёрный слон · f3 чёрный конь · c2 белый конь · e2 чёрный король | e7 чёрный конь · b6 белый король · d6 белый конь · g6 белая пешка · h5 белый слон · a4 чёрный слон · f3 чёрный конь · c2 белый конь · e2 чёрный король | e7 чёрный конь · b6 белый король · d6 белый конь · g6 белая пешка · h5 белый слон · a4 чёрный слон · f3 чёрный конь · c2 белый конь · e2 чёрный король | e7 чёрный конь · b6 белый король · d6 белый конь · g6 белая пешка · h5 белый слон · a4 чёрный слон · f3 чёрный конь · c2 белый конь · e2 чёрный король | e7 чёрный конь · b6 белый король · d6 белый конь · g6 белая пешка · h5 белый слон · a4 чёрный слон · f3 чёрный конь · c2 белый конь · e2 чёрный король | e7 чёрный конь · b6 белый король · d6 белый конь · g6 белая пешка · h5 белый слон · a4 чёрный слон · f3 чёрный конь · c2 белый конь · e2 чёрный король | e7 чёрный конь · b6 белый король · d6 белый конь · g6 белая пешка · h5 белый слон · a4 чёрный слон · f3 чёрный конь · c2 белый конь · e2 чёрный король | e7 чёрный конь · b6 белый король · d6 белый конь · g6 белая пешка · h5 белый слон · a4 чёрный слон · f3 чёрный конь · c2 белый конь · e2 чёрный король | 7 |
| 6 | e7 чёрный конь · b6 белый король · d6 белый конь · g6 белая пешка · h5 белый слон · a4 чёрный слон · f3 чёрный конь · c2 белый конь · e2 чёрный король | e7 чёрный конь · b6 белый король · d6 белый конь · g6 белая пешка · h5 белый слон · a4 чёрный слон · f3 чёрный конь · c2 белый конь · e2 чёрный король | e7 чёрный конь · b6 белый король · d6 белый конь · g6 белая пешка · h5 белый слон · a4 чёрный слон · f3 чёрный конь · c2 белый конь · e2 чёрный король | e7 чёрный конь · b6 белый король · d6 белый конь · g6 белая пешка · h5 белый слон · a4 чёрный слон · f3 чёрный конь · c2 белый конь · e2 чёрный король | e7 чёрный конь · b6 белый король · d6 белый конь · g6 белая пешка · h5 белый слон · a4 чёрный слон · f3 чёрный конь · c2 белый конь · e2 чёрный король | e7 чёрный конь · b6 белый король · d6 белый конь · g6 белая пешка · h5 белый слон · a4 чёрный слон · f3 чёрный конь · c2 белый конь · e2 чёрный король | e7 чёрный конь · b6 белый король · d6 белый конь · g6 белая пешка · h5 белый слон · a4 чёрный слон · f3 чёрный конь · c2 белый конь · e2 чёрный король | e7 чёрный конь · b6 белый король · d6 белый конь · g6 белая пешка · h5 белый слон · a4 чёрный слон · f3 чёрный конь · c2 белый конь · e2 чёрный король | 6 |
| 5 | e7 чёрный конь · b6 белый король · d6 белый конь · g6 белая пешка · h5 белый слон · a4 чёрный слон · f3 чёрный конь · c2 белый конь · e2 чёрный король | e7 чёрный конь · b6 белый король · d6 белый конь · g6 белая пешка · h5 белый слон · a4 чёрный слон · f3 чёрный конь · c2 белый конь · e2 чёрный король | e7 чёрный конь · b6 белый король · d6 белый конь · g6 белая пешка · h5 белый слон · a4 чёрный слон · f3 чёрный конь · c2 белый конь · e2 чёрный король | e7 чёрный конь · b6 белый король · d6 белый конь · g6 белая пешка · h5 белый слон · a4 чёрный слон · f3 чёрный конь · c2 белый конь · e2 чёрный король | e7 чёрный конь · b6 белый король · d6 белый конь · g6 белая пешка · h5 белый слон · a4 чёрный слон · f3 чёрный конь · c2 белый конь · e2 чёрный король | e7 чёрный конь · b6 белый король · d6 белый конь · g6 белая пешка · h5 белый слон · a4 чёрный слон · f3 чёрный конь · c2 белый конь · e2 чёрный король | e7 чёрный конь · b6 белый король · d6 белый конь · g6 белая пешка · h5 белый слон · a4 чёрный слон · f3 чёрный конь · c2 белый конь · e2 чёрный король | e7 чёрный конь · b6 белый король · d6 белый конь · g6 белая пешка · h5 белый слон · a4 чёрный слон · f3 чёрный конь · c2 белый конь · e2 чёрный король | 5 |
| 4 | e7 чёрный конь · b6 белый король · d6 белый конь · g6 белая пешка · h5 белый слон · a4 чёрный слон · f3 чёрный конь · c2 белый конь · e2 чёрный король | e7 чёрный конь · b6 белый король · d6 белый конь · g6 белая пешка · h5 белый слон · a4 чёрный слон · f3 чёрный конь · c2 белый конь · e2 чёрный король | e7 чёрный конь · b6 белый король · d6 белый конь · g6 белая пешка · h5 белый слон · a4 чёрный слон · f3 чёрный конь · c2 белый конь · e2 чёрный король | e7 чёрный конь · b6 белый король · d6 белый конь · g6 белая пешка · h5 белый слон · a4 чёрный слон · f3 чёрный конь · c2 белый конь · e2 чёрный король | e7 чёрный конь · b6 белый король · d6 белый конь · g6 белая пешка · h5 белый слон · a4 чёрный слон · f3 чёрный конь · c2 белый конь · e2 чёрный король | e7 чёрный конь · b6 белый король · d6 белый конь · g6 белая пешка · h5 белый слон · a4 чёрный слон · f3 чёрный конь · c2 белый конь · e2 чёрный король | e7 чёрный конь · b6 белый король · d6 белый конь · g6 белая пешка · h5 белый слон · a4 чёрный слон · f3 чёрный конь · c2 белый конь · e2 чёрный король | e7 чёрный конь · b6 белый король · d6 белый конь · g6 белая пешка · h5 белый слон · a4 чёрный слон · f3 чёрный конь · c2 белый конь · e2 чёрный король | 4 |
| 3 | e7 чёрный конь · b6 белый король · d6 белый конь · g6 белая пешка · h5 белый слон · a4 чёрный слон · f3 чёрный конь · c2 белый конь · e2 чёрный король | e7 чёрный конь · b6 белый король · d6 белый конь · g6 белая пешка · h5 белый слон · a4 чёрный слон · f3 чёрный конь · c2 белый конь · e2 чёрный король | e7 чёрный конь · b6 белый король · d6 белый конь · g6 белая пешка · h5 белый слон · a4 чёрный слон · f3 чёрный конь · c2 белый конь · e2 чёрный король | e7 чёрный конь · b6 белый король · d6 белый конь · g6 белая пешка · h5 белый слон · a4 чёрный слон · f3 чёрный конь · c2 белый конь · e2 чёрный король | e7 чёрный конь · b6 белый король · d6 белый конь · g6 белая пешка · h5 белый слон · a4 чёрный слон · f3 чёрный конь · c2 белый конь · e2 чёрный король | e7 чёрный конь · b6 белый король · d6 белый конь · g6 белая пешка · h5 белый слон · a4 чёрный слон · f3 чёрный конь · c2 белый конь · e2 чёрный король | e7 чёрный конь · b6 белый король · d6 белый конь · g6 белая пешка · h5 белый слон · a4 чёрный слон · f3 чёрный конь · c2 белый конь · e2 чёрный король | e7 чёрный конь · b6 белый король · d6 белый конь · g6 белая пешка · h5 белый слон · a4 чёрный слон · f3 чёрный конь · c2 белый конь · e2 чёрный король | 3 |
| 2 | e7 чёрный конь · b6 белый король · d6 белый конь · g6 белая пешка · h5 белый слон · a4 чёрный слон · f3 чёрный конь · c2 белый конь · e2 чёрный король | e7 чёрный конь · b6 белый король · d6 белый конь · g6 белая пешка · h5 белый слон · a4 чёрный слон · f3 чёрный конь · c2 белый конь · e2 чёрный король | e7 чёрный конь · b6 белый король · d6 белый конь · g6 белая пешка · h5 белый слон · a4 чёрный слон · f3 чёрный конь · c2 белый конь · e2 чёрный король | e7 чёрный конь · b6 белый король · d6 белый конь · g6 белая пешка · h5 белый слон · a4 чёрный слон · f3 чёрный конь · c2 белый конь · e2 чёрный король | e7 чёрный конь · b6 белый король · d6 белый конь · g6 белая пешка · h5 белый слон · a4 чёрный слон · f3 чёрный конь · c2 белый конь · e2 чёрный король | e7 чёрный конь · b6 белый король · d6 белый конь · g6 белая пешка · h5 белый слон · a4 чёрный слон · f3 чёрный конь · c2 белый конь · e2 чёрный король | e7 чёрный конь · b6 белый король · d6 белый конь · g6 белая пешка · h5 белый слон · a4 чёрный слон · f3 чёрный конь · c2 белый конь · e2 чёрный король | e7 чёрный конь · b6 белый король · d6 белый конь · g6 белая пешка · h5 белый слон · a4 чёрный слон · f3 чёрный конь · c2 белый конь · e2 чёрный король | 2 |
| 1 | e7 чёрный конь · b6 белый король · d6 белый конь · g6 белая пешка · h5 белый слон · a4 чёрный слон · f3 чёрный конь · c2 белый конь · e2 чёрный король | e7 чёрный конь · b6 белый король · d6 белый конь · g6 белая пешка · h5 белый слон · a4 чёрный слон · f3 чёрный конь · c2 белый конь · e2 чёрный король | e7 чёрный конь · b6 белый король · d6 белый конь · g6 белая пешка · h5 белый слон · a4 чёрный слон · f3 чёрный конь · c2 белый конь · e2 чёрный король | e7 чёрный конь · b6 белый король · d6 белый конь · g6 белая пешка · h5 белый слон · a4 чёрный слон · f3 чёрный конь · c2 белый конь · e2 чёрный король | e7 чёрный конь · b6 белый король · d6 белый конь · g6 белая пешка · h5 белый слон · a4 чёрный слон · f3 чёрный конь · c2 белый конь · e2 чёрный король | e7 чёрный конь · b6 белый король · d6 белый конь · g6 белая пешка · h5 белый слон · a4 чёрный слон · f3 чёрный конь · c2 белый конь · e2 чёрный король | e7 чёрный конь · b6 белый король · d6 белый конь · g6 белая пешка · h5 белый слон · a4 чёрный слон · f3 чёрный конь · c2 белый конь · e2 чёрный король | e7 чёрный конь · b6 белый король · d6 белый конь · g6 белая пешка · h5 белый слон · a4 чёрный слон · f3 чёрный конь · c2 белый конь · e2 чёрный король | 1 |
|   | a | b | c | d | e | f | g | h |   |

1.Kd4+ Кре3 2.К:f3 К:g6 (2. ... Cd1 3.g7 С:f3 4.Kf5) 

3.Kc4+! Kpf4 4.С:g6 Kp:f3 5.Kpa5! — Доминация: 

5. ... Сс6 (Cd7) 6.Ке5+, 

5. ... СbЗ 6.Kd2+ или 

5. ... Cd1 6.Ch5+; 

1. ... Kpf2 2.К:f3 K:g6 (2. ... Cd1 3.g7 C:f3 4.С:f3 Kp:f3 5.Kpc7 Kpf4 6.Kpd7 и так далее) 

3.Ke4+ Кре3 4.С:g6 Kp:f3 5.Кс5! — Доминация: '5. ... Cd1 6.Ch5+